# Stanča
Stanča je obec na Slovensku. Nachází se v Košickém kraji, v okrese Trebišov. Přísluší do tradičního regionu Zemplín.
Obec má rozlohu 5,5 km² a leží v nadmořské výšce 120 m. K 31. 12. 2011 žilo v obci celkem 424 lidí. První písemná zmínka o obci je z roku 1330.